# 魯本·米凱爾
魯本·米凱爾（Rúben Micael Freitas da Ressureição，1986年8月19日—）是葡萄牙的一位足球運動員。在場上司職中場。他現在效力于葡萄牙足球超級聯賽球隊布拉加足球俱樂部。他也代表葡萄牙國家足球隊參賽。